# Grand Theft Auto: Episodes From Liberty City
Grand Theft Auto: Episodes From Liberty City fue el lanzamiento doble de los contenidos descargables en un solo disco: el primer episodio titulado The Lost and Damned y el segundo titulado The Ballad of Gay Tony, juntos por primera vez en disco para Xbox 360 y que no requería una copia de Grand Theft Auto IV para jugar. Su fecha de lanzamiento fue el 29 de octubre de 2009. El 13 de abril de 2010 salió para Microsoft Windows y PlayStation 3 en Norteamérica y el 16 de abril en Europa.
En Grand Theft Auto: Episodes From Liberty City la historia de los dos contenidos descargables se desarrolla en la misma ciudad en que se desarrollaba Grand Theft Auto IV, Liberty City.

## Personajes

### The Lost and Damned
El episodio The Lost and Damned está protagonizado por Johnny Klebitz, un miembro de la banda de motoristas de Liberty City, The Lost. "Johnny es un personaje muy diferente a Niko, con un contexto también distinto", comentaba Dan Houser.

### The Ballad of Gay Tony
El personaje escogido para The Ballad of Gay Tony es Luis Fernando López un Dominicano retirado de la milicia, un matón de fiestas y un empleado del legendario empresario de clubes nocturnos Anthony Prince, también conocido como Gay Tony. El personaje tendrá que determinar su lealtad mientras a la vez busca quien es sincero y quien es falso en un mundo donde todo el mundo tiene un precio.

## Grand Theft Auto IV: The Complete Edition
Grand Theft Auto IV: The Complete Edition, incluye Grand Theft Auto IV y Grand Theft Auto: Episodes From Liberty City en un solo disco su fecha de lanzamiento fue el 26 de octubre de 2010 en Estados Unidos y en otros países el 30 de octubre de 2010 para las consolas Xbox 360 y PlayStation 3.

## Novedades con respecto a Grand Theft Auto IV
- Nuevas misiones y una historia dentro del mundo del glamour y la vida nocturna de Liberty City.
- Nuevos vehículos de alta gama.
- Nuevos contenidos en la televisión, radio e internet.
- Más misiones ocultas y nuevos logros.
- Vuelve el paracaídas como en el GTA: San Andreas
- Nuevas misiones y un nuevo argumento que entrelazar con la historia original del juego.
- Experimenta Liberty City en esta ocasión con la perspectiva y el modo de vida de una banda de moteros.
- Nuevos vehículos más toda una colección de motos que incluye la moto de Johnny que él mismo ha personalizado.
- Nueva y mejorada física y manejo de las motos.
- Nuevas opciones en los modos multijugador.